# Leadership
Con leadership, in italiano direzione o comando o guida, si intende la posizione di colui che in una struttura sociale organizzata occupa la posizione più elevata, nell'interazione col resto del gruppo. Tale figura viene generalmente definita capo o guida o leader (raramente italianizzato in lider).

## Etimologie neolatina ed anglosassone
Il capo (dal latino caput, "testa" per estensione metaforica) o leader (pronuncia italiana: /lìder/, dal verbo inglese to lead, "guidare"), in un gruppo sociale, è chi ricopre un ruolo di comando o direzione (in inglese leadership), inteso come processo d'influenza sui membri del gruppo per il perseguimento degli scopi comuni.
È possibile distinguere, in lingua inglese, la leadership (che viene intesa come capacità di influenzare) dalla headship (“capacità", saper essere a capo di, funzionare da "duce" di qualcosa).
Il termine capo viene usato, anche in ambito anglosassone (Chief) nella denominazione formale di certe posizioni di comando unitamente alla specificazione dell'organizzazione (ad esempio: capo dello Stato, capo del governo, capo di Stato maggiore, capogruppo, capoufficio, caporeparto e caposquadra) o delle posizioni sottoposte (per esempio: capocuoco, capomacchinista e ingegnere capo).

## In sociologia
I termini capo e leader, usati in senso lato, sono sinonimi; tuttavia i due termini possono essere usati con un significato più ristretto, che considera la fonte dell'autorità: in inglese si distingue infatti la leadership in senso stretto, in cui un leader guida dei seguaci in virtù dell'autorità che gli stessi gli hanno conferito dalla headship, in cui un capo guida dei subordinati in virtù dell'autorità che ha ricevuto da una fonte esterna, come ad esempio un'autorità superiore.
Nei gruppi formali il capo ricopre una posizione di comando predefinita, solitamente identificata da una denominazione formale (variabile secondo il contesto: capo, direttore, responsabile o/e comandante), che esiste indipendentemente dalla persona alla quale viene di volta in volta attribuita. Nelle organizzazioni complesse vi possono essere più posizioni di questo tipo costituenti una gerarchia, essendo disposte su diversi livelli, in modo che quella collocata in un determinato livello è a sua volta soggetta all'autorità di una di livello immediatamente superiore; la gerarchia è uno degli elementi caratterizzanti le organizzazioni burocratiche secondo l'idealtipo weberiano.
W.E. Halal elaborò in un importante articolo una teoria, che si propone di integrare le conoscenze disponibili in tema di leadership, rivolgendo l'attenzione verso la determinazione dei modi di comportamento del leader che si dimostrano più efficaci. È abbastanza riconosciuto che un certo tipo di leadership può dimostrarsi efficace solo nei confronti di una fascia limitata di dipendenti e per compiti con determinate caratteristiche. Queste integrazioni conducono alla formulazione di uno schema teorico integrato che definisce cinque modelli ideali:
- Autocrazia: viene considerata come la forma più primitiva di leadership e si caratterizza per l'utilizzo di metodi autoritari, quali la forza e la tradizione, per ottenere l'acquiescenza. Si ritiene che questa forma di leadership si dimostri adeguata soltanto in situazioni caratterizzate da forme «primitive» di tecnologia, quali la guerra[6], la caccia e l'agricoltura, che implicano la ricerca dei mezzi fondamentali di vita ad un livello di sussistenza.
- Burocrazia: viene definita come un rapporto razionale e utilitario fra dipendenti e capo, i compiti assegnati sono molto specializzati, le modalità per il loro svolgimento sono completamente stabilite dal superiore in modo razionale e le ricompense economiche sono legate in una qualche misura alla prestazione. Si ritiene che questo tipo di leadership sia il più efficace in situazioni caratterizzate da tecnologie di «routine», che comportano lo svolgimento di compiti ripetitivi, poiché in questo caso la specializzazione è conveniente, mentre uno stretto controllo dall'alto è necessario per assicurare l'ottenimento di prestazioni ottimali.
- Relazioni Umane: sottolineano l'aspetto sociale nel rapporto fra capo e dipendenti; in questo caso per ottenere l'acquiescenza si impiegano ricompense e sanzioni di tipo sociale. Il capo usa l'autorità in forme socialmente accettabili, incoraggia l'interazione sociale e l'affiliazione. Si ritiene che le tecnologie di «servizio», che comportano l'erogazione di servizi personali per assistere gli altri (si pensi al ruolo delle insegnanti e delle infermiere), siano le più appropriate a questo stile di direzione, in quanto le relazioni umane incoraggiano l'interesse sociale e migliorano le capacità sociali.
- Partecipazione: viene definita come un rapporto egualitario nel quale i dipendenti vengono incoraggiati a condividere le responsabilità del superiore nella soluzione dei problemi. Si ritiene che questo stile di leadership risulti più efficace in situazioni caratterizzate da tecnologia di tipo «influenza»: cioè nelle quali i compiti dei subordinati comportano l'esercizio di una "influenza" o di un controllo sul comportamento di altre persone. Ne costituiscono esempi tipici il ruolo dei capi, dei politici e dei venditori.
- Autonomia: viene definita come un rapporto nel quale non viene esercitato sui dipendenti alcun controllo; il superiore fornisce soltanto informazioni e un supporto amministrativo ai dipendenti per aiutarli a svolgere i loro compiti. I dipendenti sono liberi di scegliere i compiti da svolgere e le modalità del loro svolgimento. Si ritiene che questo tipo di leadership sia più efficace per i compiti «creativi», che comportano la creazione di sistemi complessi o di idee, attività nelle quali si richiede originalità.

Questo schema integrato, quindi, sembra rappresentare una sintesi efficace delle più importanti conoscenze acquisite fino ad oggi sulla leadership sotto il profilo sociologico. 
Per quanto riguarda il metodo storiografico, invece, appare prevalente l'approccio comparato alle biografie dei singoli personaggi, investiti di un ruolo di leader in una singola fase storica.

### Rapporto con i seguaci
La leadership ha un impatto significativo sulle percezioni, emozioni e comportamenti de seguaci (o follower). Un leader empatico e autentico può migliorare il morale e la motivazione del gruppo, favorendo un ambiente di lavoro positivo e inclusivo. Al contrario, uno stile di leadership autoritario o privo di empatia può generare stress, sfiducia e una riduzione della produttività. L'effetto psicologico che un leader esercita sui propri collaboratori è quindi cruciale per il benessere generale di un team e per il raggiungimento degli obiettivi comuni.
Una delle caratteristiche fondamentali dei membri di un gruppo di stato elevato è quella di proporre idee e attività nel gruppo utilizzando in questo modo dei mezzi per influenzare i membri del gruppo a modificare il loro comportamento. Ma, dal momento che l'influenza sociale è comunque sempre un processo reciproco, quello che caratterizza i leader è che possono influenzare gli altri nel gruppo più di quanto siano influenzati loro stessi.
Per questo motivo nelle più recenti teorie sulla leadership ci si propone di ritenere la leadership una relazione, anche perché come afferma Peter Drucker il leader è colui che ha dei seguaci: senza seguaci non ci possono essere leader.
Nei sistemi politici di tipo consociativo, come quello imperniato sulla democrazia cristiana in Italia, "la leadership era essenzialmente un esercizio di pazienza.
E di parola. Chi guidava una comunità politica aveva il compito
di curarsene, destinandole tempo. E di accrescerne la consapevolezza e
lo spirito di appartenenza dedicandosi alla sua formazione. I leader di
quella stagione regolavano il loro cammino sul passo dei loro militanti.
Guidandoli, ma senza mai lasciar crescere troppo la distanza. I leader
dell’epoca finivano così per conformarsi ai loro seguaci".

## In psicologia sociale
Per il concetto di leadership esistono diverse definizioni qualificabili differentemente in base all'approccio teorico adottato. Tutte o quasi le definizioni raccolgono tuttavia il senso più generale, ovvero che la leadership è considerata una relazione sociale che prende forma in una situazione che richiede scelte di principio e di comportamento. In base ai diversi significati che i diversi approcci attribuiscono alla figura del leader e, a seconda dei parametri presi in considerazione dai ricercatori, si avranno tre categorie di definizioni, ognuna delle quali focalizza l'attenzione su alcuni elementi che ne influenzeranno lo sviluppo di una definizione.
La prima categoria di definizioni è caratterizzata dall'attenzione ai tratti e alle capacità caratteristiche dei leader o alla funzione di conduzione. Questo insieme di definizioni esamina solo le qualità intrinseche del leader, trascurando il contesto.
Il secondo insieme di definizioni focalizza l'attenzione sul controllo, sulla spinta, sulla direzione delle azioni o degli atteggiamenti che un soggetto riesce ad imprimere ad altri soggetti o ad un gruppo, con la più o meno acquiescenza dei seguaci, senza usare la coercizione. Con queste definizioni non si riconosce una categoria speciale di persone che sono leader, ne che particolari azioni o qualità conferiscano la leadership. Si tratta di un complesso di definizioni denominate anche funzionaliste.
La terza categoria di definizioni si dedica all'azione di influenza, qualunque essa sia, che determina un cambiamento utile al raggiungimento degli obiettivi del gruppo. Questo terzo significato appare come valutativo: esso sembra sottintendere che una leadership auto-centrata non è leadership autentica e che tutto si debba o si possa comunque ridurre ad un problema di influenzamento, per di più ad una sola via. Si tratta in ogni caso di un tipo di definizione che possiamo qualificare come riduttivisticamente e comportamentisticamente situazionalista.
Bernard Bass nel manuale sulla leadership propone 11 categorie di significati attribuiti alla leadership nel corso dell'ultimo secolo:
1. Leadership come focus della dinamica di gruppo, il leader viene visto da alcuni autori come protagonista, punto di polarizzazione, centro focale di gruppo. La tendenza che si riscontra in queste prospettive di studio è di considerare il concetto di leadership strettamente legato a quello di struttura e dinamica di gruppo;
2. leadership come personalità e suoi effetti: questa definizione fa parte della teoria dei tratti secondo la quale si devono ricercare le caratteristiche che rendono alcune persone più capaci di altre nell'esercitare la leadership. Gli studiosi ricercano una definizione che descriva più le caratteristiche che il leader deve possedere per essere tale, piuttosto che una spiegazione del termine leadership;
3. leadership come l'arte di indurre il consenso. La leadership è definita come l'abilità di manipolare le persone così da ottenerne il meglio con i minimi contrasti e la massima cooperazione attraverso il contatto face-to-face tra leader e subordinati; viene quindi vista come un esercizio di influenza unidirezionale, il gruppo e i suoi membri vengono messi in secondo piano e considerati soggetti passivi;
4. leadership come esercizio dell'influenza: in tal caso l'utilizzo del concetto di influenza segna un passo decisivo nell'astrazione del concetto di leadership; gran parte degli studiosi che operarono negli anni cinquanta utilizzarono definizioni affini. Il concetto di influenza implica una relazione reciproca tra individui, non necessariamente caratterizzata da dominio, controllo o induzione del consenso da parte del leader;
5. leadership come comportamento. questa definizione, caratteristica dell'Organizational Behavior, emerse nello stesso periodo della precedente; I ricercatori cercarono di spiegare quali fossero gli atti e i comportamenti caratteristici dell'esercizio della leadership, quelli propri di un individuo orientato alle attività di gruppo;
6. leadership come forma di persuasione: è un tipo di definizione che cerca di rimuovere ogni implicazione alla coercizione, focalizzando invece l'attenzione alla relazione con i seguaci. Più recentemente la strategia persuasiva è stata indicata come una delle modalità di leadership;
7. leadership come relazione di potere: per spiegare questo tipo di affermazione, gran parte degli studiosi che l'hanno adottata hanno utilizzato due soggetti di riferimento, A e B, simulando tra loro relazioni di potere; se A induce B ad attuare dei comportamenti per raggiungere un comune obiettivo, allora A ha esercitato leadership su B;
8. leadership come strumento per raggiungere l'obiettivo: quest'idea è comune a molti studiosi che l'hanno inclusa nelle proprie definizioni, ma alcuni più di altri hanno centrato la loro sul raggiungimento dell'obiettivo. Questi studiosi considerano la leadership come forza principale per stimolare, motivare e coordinare coloro che si muovono per raggiungere un obiettivo comune;
9. leadership come fattore emergente dell'interazione: ciò che differenzia questa affermazione dalle precedenti è il nesso di causalità; in questa si nota che la leadership viene considerata un effetto dell'azione del gruppo e non più un suo elemento formante. La sua importanza sta nell'aver messo in evidenza che la leadership emerge dal processo di interazione tra individui e non avrebbe ragione di esistere senza di esso;
10. leadership come ruolo di differenziazione: fa parte della teoria dei ruoli secondo la quale ogni individuo interagendo con altre persone o con un gruppo gioca un ruolo, solitamente diverso, dagli altri individui. Diversi autori utilizzano definizioni che vedono nella leadership un attributo che differenzia i membri all'interno di un gruppo;
11. Leadership come l'iniziazione di una struttura, con questa affermazione si vuole intendere che la funzione di leadership è indispensabile per l'avvio di una struttura e per il suo mantenimento.

### Leadershipformale eleadershipinformale
È necessario porre un'importante distinzione tra due concetti spesso imprecisi nella letteratura sull'argomento: la leadership formale, che viene spesso associata al leader imposto dall'esterno, nella psicologia del lavoro al manager, e la leadership informale, derivante dall'interno del gruppo; tale distinzione corrisponde, al limite, a quella che corre tra leader imposto dall'esterno (il "sergente" della oleografia popolare) e il leader espresso dall'interno del gruppo (il "profeta " o "guru" trascinatore). 
Non esiste il concetto di leadership senza l'abilità nel "Comunicare" le proprie idee. 
Il vero leader è orientato alle persone e "Condivide", motivando le sue scelte e le sue idee trasformando il "Concetto" in un "Ideale". Alla base della leadership c'è il confronto.
Il modello motivazionale che utilizza il leader si richiama al modello di Eduard Spranger che divide le preferenze motivazionali in 6 macro categorie:
Teorico, Utilitaristico, Individualistico, Estetico, Sociale e Tradizionale.
Per poter portare a termine l'incarico o il progetto necessita la collaborazione dei suoi collaboratori o seguaci.
L'abilità nell'utilizzare al massimo il potenziale dei propri collaboratori è direttamente proporzionale al successo dell'iniziativa.
Attraverso il "Coordinamento" - caratterizzato dal controllo motivante - il leader riesce a pilotare il cambiamento.
Questo tipo di leadership viene anche definita Leader 4C.

### Leadershipdiretta eleadershipindiretta
Quando si parla di leadership ci si rende conto che spesso l'influenza scaturita dai grandi leader non deriva dal diretto contatto con esso, ma avviene attraverso alcuni intermediari. È necessario dunque porre una chiara distinzione tra leadership diretta, che comprende le relazioni e le interazioni fra un leader riconosciuto e i suoi immediati collaboratori, e la leadership indiretta.
Quest'ultima è detta anche leadership 'a distanza': consiste nell'influenza di un leader riconosciuto su persone che non sono subordinate direttamente a lui/lei.

### Ecologia dellaleadership,leadershipcontributiva eleadershiptossica
La qualità della leadership può essere contributiva e costruttiva (tendente a far progredire la qualità del lavoro, la formazione e crescita delle persone e dei team) o, come definita in letteratura, "leadership tossica". 
De Vries e Miller, in un esame sugli effetti della leadership sui climi organizzativi, evidenziano la presenza di una realtà denominabile "organizzazione nevrotica", dove, secondo gli autori, come mostrato da numerosi studi empirici, le Organizzazioni in Crisi (o a scarso rendimento) diventano permeate da un sistema che si basa sulle rappresentazioni intrapsichiche nevrotiche del loro leader, creando una cultura aziendale (intesa anche come politiche di selezione, premiazione, punizione e promozione) che tenderà ad estendere lo Stile Nevrotico all'intero funzionamento organizzativo. 
In campo militare, la funzione della leadership è molto incentrata sulla capacità di far crescere le capacità operative delle persone e secondo questa visione, le organizzazioni che pongono enfasi sulle performance dovrebbero vedere nel compito primario della leadership la capacità di costruire team e risorse umane adeguate al ruolo. Obiettivo primario di ogni leader deve essere quello di addestrare il personale e le unità dipendenti ad assolvere con successo i compiti ricevuti.